# Cobubatha umbrifera
Cobubatha umbrifera là một loài bướm đêm trong họ Noctuidae.